# Brentonico
Brentonico (németül: Frenten) olaszországi település Trentino megyében. A település Trentótól 30 kilométerre délre található.